# Страубергс, Янис
Я́нис Стра́убергс (латыш. Jānis Straubergs; 24 ноября 1886 — 29 апреля 1952) — латвийский учёный-математик и историк.

## Биография
Учился в Валмиерской учительской семинарии. Участвовал в 1-м конгрессе латвийских учителей.
Участник Первой русской революции.
Экстерном окончил классическую гимназию в Митаве (1908). Изучал теоретическую механику на физико-математическом факультете Московского университета (1909—1912), специализировался по аэродинамике.
В 1912—1917 годах работал учителем математики в Екатериноградской немецкой гимназии. В 1913 году в латышском журнале «Дом и школа» были опубликованы первые научные работы Я. Страубергса.
После Февральской революции переехал в Москву, где преподавал в Строгановском училище и школе Дайлес (1917—1918).
В 1918 году вернулся в Латвию и работал Валмиерской гимназии (1918—1919), затем в 3-й гимназии города Риги (1919—1935).
Изучая историю математики, в 1928 году начал работать в рижских архивах. В центре его интереса оказалась история латвийской школы и история культуры.
В 1936 году был издан его фундаментальный труд по истории Риги.
С 1938 по 1941 и с 1944 по 1947 год — директор Рижской городской библиотеки.
После Второй мировой войны участвовал в организации Фундаментальной библиотеки АН Латвийской ССР, с 1947 по 1950 год работал в Институте истории АН Латвийской ССР.

## Семья
Младший брат — фольклорист Карл Страубергс (1890—1962).